# Kulina (Derventa)
Kulina (szerbül: Кулина), település Bosznia-Hercegovinában, Derventa községben, a Szerb Köztársaság északi régiójában. 

## Fekvése
A település Bosznia-Hercegovina északi részén, Dobojtól légvonalban 26, közúton 36 km-re északra, községközpontjától légvonalban 10, közúton 12 km-re kelet-délkeletre fekvő dombos vidéken, 160-250 méteres magasságban fekszik.

## Népessége
| Nemzetiségi csoport | Népesség 1991 | Népesség 2013 |
| ------------------- | ------------- | ------------- |
| Szerb               | 54            | 20            |
| Bosnyák             | 0             | 2             |
| Horvát              | 742           | 434           |
| Jugoszláv           | 7             | 0             |
| Egyéb               | 5             | 5             |
| Összesen            | 808           | 461           |

## Története
Augustin Miletić püspök 1813-as, a velikai (valójában modrani) plébánián végzett vizitációja során Kulinán 12 katolikus háztartást említenek 91 katolikussal, akik közül 53 felnőtt (akik áldoztak) és 38 gyermek (akik még nem áldozhattak) volt. Boszna Srebrena 1856-os sematizmusában, valamint az 1855-ös adatok szerint az akkor már a plehani plébániához tartozó Kulinát 30 katolikus családdal és 208 katolikus lakossal említik. A žeravaci plébánia 1864-es sematizmusában szintén megemlítik az akkor már oda tartozó Kulina települést 27 katolikus családdal és 213 katolikussal, míg az 1877-es sematizmus, szintén a Žeravaci plébánián említi Kulina helységet 34 katolikus családdal és 295 katolikussal.
A horvát lakosságú település 1878-ig tartozott az Oszmán Birodalomhoz. Ekkor a berlini kongresszus határozata alapján az Osztrák-Magyar Monarchia része lett. 1879-ben az első osztrák-magyar népszámlálás során a Derventi járáshoz tartozó településnek és 351 római katolikus lakosa volt. 1910-ben a Derventai járáshoz tartozó településen 87 háztartást és 504 római katolikus lakost találtak. A monarchia szétesésével 1918-ban előbb a Szerb-Horvát-Szlovén Királyság, majd 1929-től a Jugoszláv Királyság része lett. 1921-ben a Derventai járáshoz tartozó településnek 631 lakosa volt, közülük 574 római katolikus és 57 ortodox volt. Az 1929-es törvény értelmében, amikor Bosznia-Hercegovinát négy banovinára, Drinskára, Vrbaskára, Zetskára és Primorskára osztották, a település a Vrbaska banovina (Orbászi Bánság) része lett, amelynek székhelye Banja Luka volt. 1939-ben a közigazgatás átszervezésével a Hrvatska banovina (Horvát Bánság) része lett.
A második világháborúban Jugoszlávia megszállása után a Független Horvát Állam (NDH) része lett. A második világháború után 1992-ig a település a szocialista Jugoszlávia keretében a Bosznia-Hercegovinai Népköztársaság része volt. A kulinai római katolikus plébániát 1967-ben alapították a žeravaci plébániából való kiválás útján. A plébániatemplom 1967 és 1974 között épült, az új plébániaház pedig 1973-ban. A kulinai új plébániatemplomot 1974. október 6-án szentelték fel. 1992-ben a szerb szélsőségesek lerombolták a falu templomát, lakosságát pedig elűzték. A boszniai háborút lezáró daytoni békeszerződés rendelkezése alapján az ország területét felosztották a Bosznia-hercegovinai Föderáció és a boszniai Szerb Köztársaság között. A békeszerződés utáni területmegosztási megállapodás értelmében a település Derventa község részeként a Boszniai Szerb Köztársasághoz került. Kisebb számú katolikus hívő tért vissza Kulinába 2005-ben, amikor a templomot az eredeti terv szerint építették újjá. A plébánia épülete már 2003-ban elkészült. 

## Nevezetességei
A település Szent Péter és Pál apostoloknak szentelt plébániatemplomát Ivo Linardić és Boris Skračić építészek tervei alapján, jellegzetes hajó formájában építették, és 1974. október 6-án Alfred Pihler Banja Luka-i püspök áldotta meg. A Vrhbosnai Főegyházmegye 2015-ös sematizmusa, valamint a helyiek beszámolói azt mutatják, hogy ezt a meglehetősen ígéretes egyházközséget a boszniai háború pusztította el. Szerb szélsőségesek 1992-ben kiűzték a híveket, elaknásították és súlyosan megrongálták a templomot és a plébániaházat. Kisebb számú hívő tért vissza 2005-ben, amikor a templomot is az eredeti terv szerint építették újjá.